# 民宿青塚食堂
民宿青塚食堂（みんしゅくあおつかしょくどう）は、日本の食堂、民宿。北海道小樽市祝津（しゅくつ）に所在する。1958年（昭和33年）に開業した老舗企業である。漁師直営の食堂兼民宿であり、獲れたてで鮮度の良い、地元の魚介類を用いた豊富なメニューが特徴である。特に祝津はニシンの漁で栄えた町であることから、ニシン定食などのニシン料理で人気を呼んでおり、北海道産のホッケを用いたオリジナルの丼物も好評を博している。

## 沿革
1958年に開催された北海道大博覧会に合わせて開業された。代表取締役（2023年時点）の青塚忍は、祖父の代に明治後期に秋田から小樽へ移住し、祝津の三大親方と呼ばれる家の船頭となった後に独立した家の生まれであり、父も漁師であった。夏場は漁師としての収入が少ないために、海水浴客や博覧会の客を相手に、青塚の母が食堂を開業したことが、この店の始まりである。後年には食堂が本業になるものの、青塚は開業当時のことを「漁が暇な夏のアルバイト気分だった」と語っている。
当初の営業形態は海の家に近く、提供する食事もおでんやラーメンなどであったが、後にニシンやツブなど魚介類の提供が始められた。近隣にあるおたる水族館が1959年（昭和34年）に開業した後は、家族連れなど多くの人々が、祝津を訪れるようになった。その後に現在地に住居を建てて移転し、1963年（昭和38年）に民宿を開始。1階では食堂を営業、2階では主に工事関係者が宿泊するようになった。
当時は水族館の営業が3月から11月までだったため、青塚食堂もそれに合わせて、冬季は休業していた。1980年代に入り、小樽運河の工事の建設業者が長期宿泊したことで、冬も宴会予約が入るようになった。それに加えて従業員の定期雇用なども考慮されたことで、1993年（平成5年）に改築して暖房設備を整え、通年営業に切り替えられた。
店の名物であるニシンは、かつて日本海側では豊漁が続き、漁獲量が約97万トンに達することもあったが、昭和20年代以降は漁獲量が激減し、店では前浜で獲れたニシンをほとんど使うことができなかった。しかし2009年（平成21年）には、それまでの小樽市による放流事業などが功を奏し、各地でニシンの漁獲量が増加し、漁がある期間は地元産のニシンを店で出すことが可能となり、看板メニューとして客を喜ばせることとなった。食堂の営業時間は、民宿を始めて以降は、民宿の宿泊客の朝食と共に朝7時からであったが、2010年（平成22年）からは朝10時からの営業に改められた。
小樽市祝津の民宿やホテルなど観光関連施設が共同で開催した「秋の感謝週間」、小樽名産のシャコをオリジナル料理として提供する祭典「おたる産しゃこ祭」、中国でのビジネスに関心を持つ北海道内企業による「中日ビジネス会」などへの参加や、後志管内の食材による祭典「知産志食しりべし ローカルフードチャレンジ」への共同出品、ニシンを使った創作料理「小樽群来太郎丼」の提供などで、小樽や祝津のPRにも尽力している。
2020年（令和2年）1月には、新型コロナウイルスの影響で日本国外からの団体旅行が制限されたために、団体客数十人分の予約がキャンセルされ、その後もコロナ禍による休業など、厳しい状況が続いた。しかし塩辛やホッケの開き、イクラの醤油漬けなど、抱えていた在庫の地方発送を開始したことで、苦境への打開に至っている。2022年（令和4年）時点においては、世界的に漁獲量が減少し、あらゆる魚介の高騰が続いていたが、青塚は、「わざわざ青塚食堂を目指して来店する客に対して、期待を裏切ることはできないとの考えから、赤字覚悟で提供する場合もある」と語っている。

## 特徴

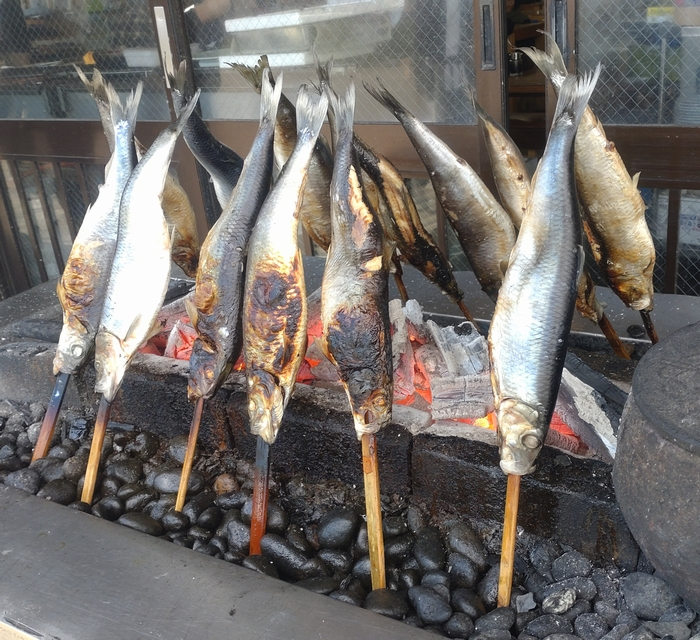
店頭でのニシンの炭火焼き

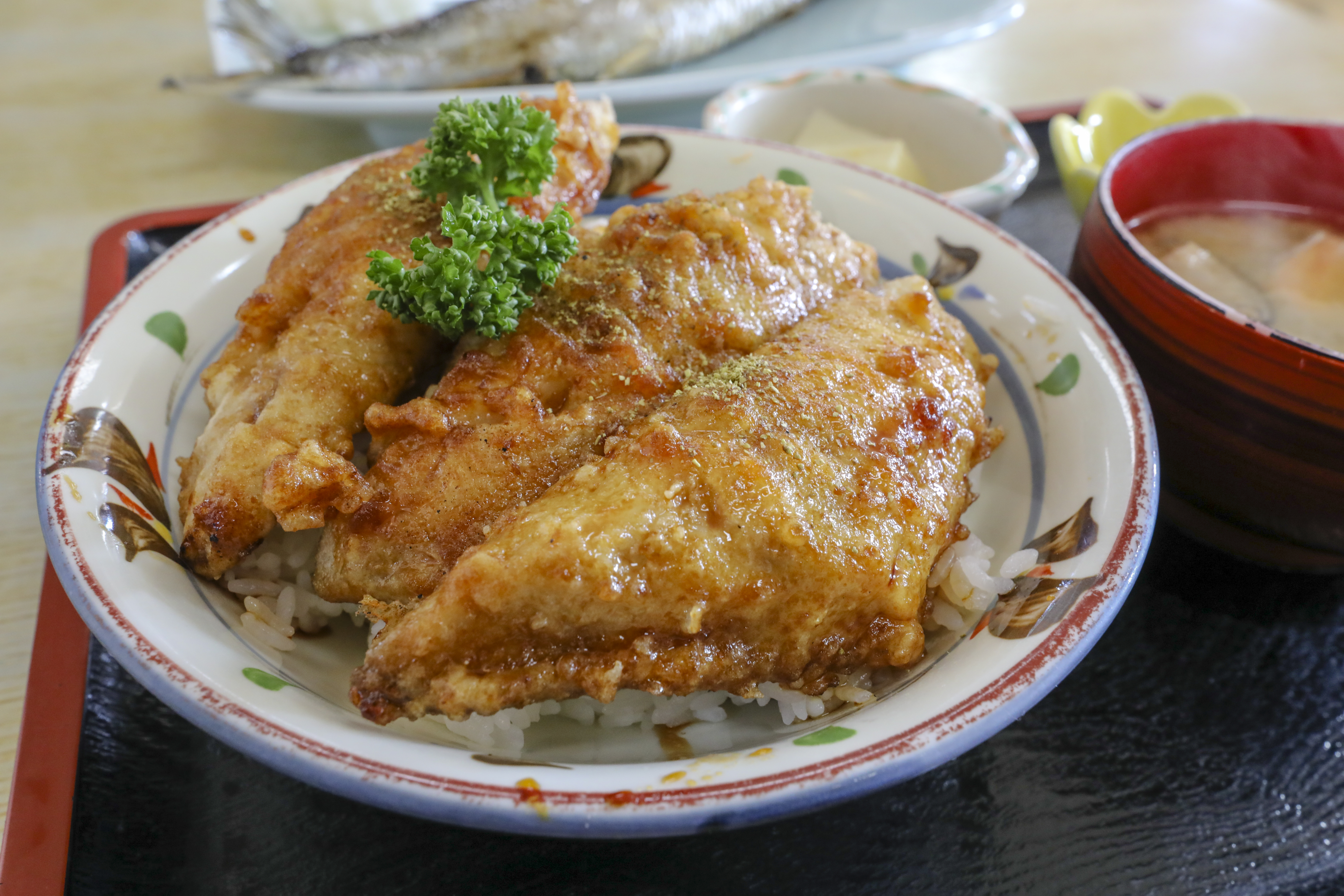
花魚丼

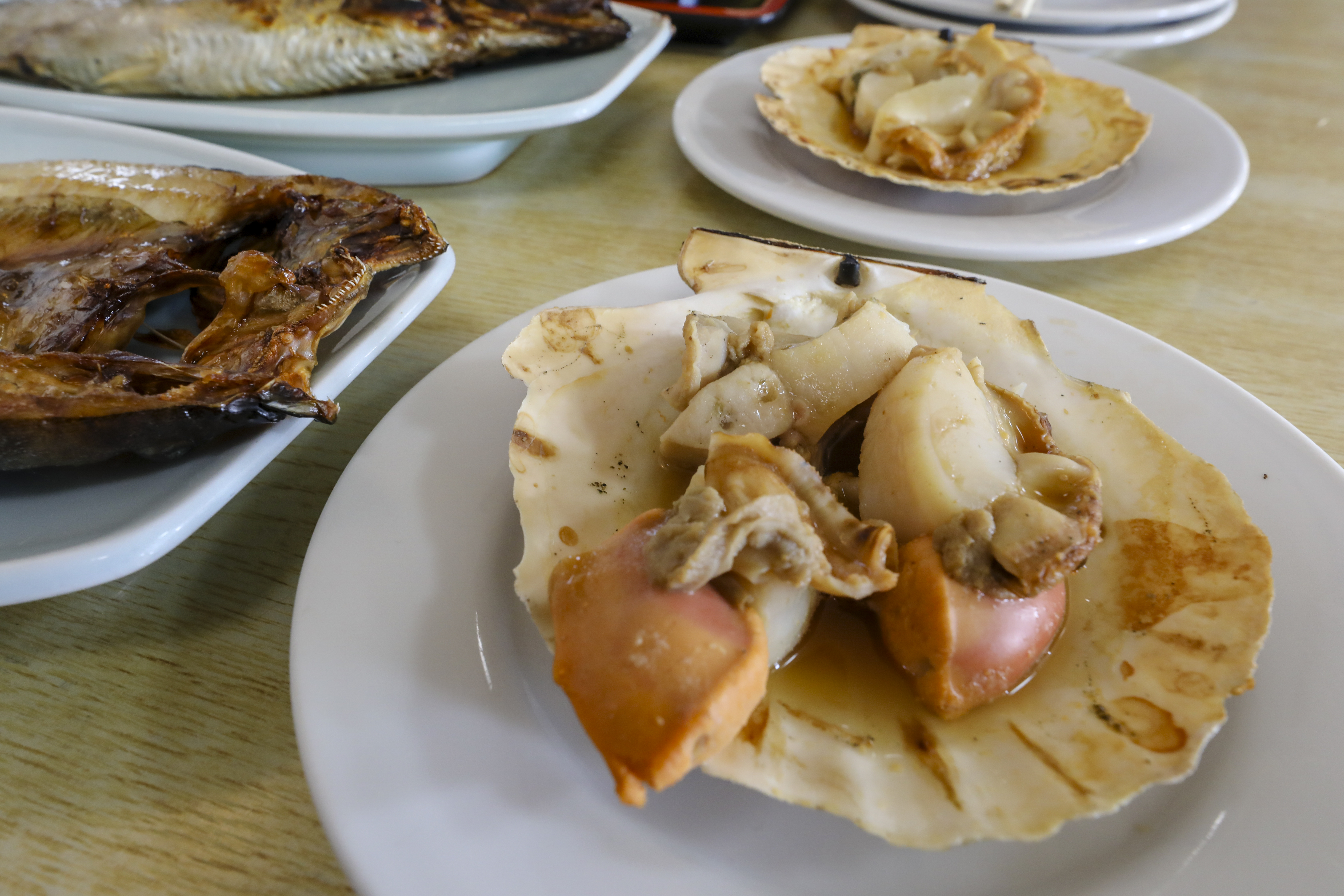
ホタテ焼き

民宿兼食堂だが、食事のみの利用も可能である。「漁師料理」を看板としており、漁船も定置網も持つ漁師による魚介類を味わうことのできる店である。
食堂としての最大の特徴は、屋外の店頭で行われている魚の炭火焼きである。30センチメートルほどのニシンが丸ごと串に刺されて、多数並べられて炭火で焙られている光景には、魚の焼ける香気もあって名物となっている。炭火焼きには、余分な脂が落ちてべとつかず、屋外のために気兼ねなく煙を出して焼くことができる、といった利点もある。
1970年（昭和45年）頃に登場したニシン定食は看板料理の一つであり、数の子や白子が入ったままのニシンが、腹を割かずに焼かれている。社長の青塚によればオーブンやガスコンロではなく、炭火で焼くことにより、余計な水分や脂が抜け、生臭さもなくなるのだという。上品な甘味が特徴であり、素材そのままの味を生かすため、調味料は塩すら使われていない。汁物として添えられている、貝の入ったあら汁も特長である。小樽のニシン漁は1月初旬から3月中旬まで行われ、地漁獲量が少ないときや、漁が行われない期間はロシア産なども仕入れることにより、年間を通して、大ぶりで質の良いニシンが確保されている。
オリジナルの丼物である「花魚丼（はなうおどん）」も、名物の一つである。小樽で採れるホッケの有効活用を目的として、1980年代末頃（昭和60年代）に考案された。香味に用いられているサンショウの心地よい刺激、噛み応えのある皮、温かみと柔らかみのある中身、甘いたれが特徴である。「花魚」の名はホッケの漢字表記である「𩸽」に由来している。
ホッケやカレイの干物は創業当時から、店舗の裏で自前で作り続けており、1997年（平成9年）からは魚を吊るしたパイプを高速回転させる電動魚干し機を導入している。
ウニ丼やイクラ丼などの他、地元魚介類を刺身や焼き物で味わうこともできる。ホタテガイやツブなども、安価に提供されており、ホタテガイやイカなども焼きたてで味わうことが可能な店である。特にホタテはニシン同様、獲れたてのものを炭火で焼いており、醤油などをかけず、そのままの味を味わうことができる。自家製の塩辛やイカナゴの佃煮も、観光客に人気を博している。隠れ看板メニューとして、カツカレーも地元民など知る人ぞ知る人気メニューである。石狩湾の海に面した立地のため、食堂のスタイルは海の家に近く、海を眺めながら食事ができることも、特徴の一つである。
民宿としては、最大20名まで宿泊可能である。海を一望できる浴場、広い宴会場、24時間利用可能な風呂なども備えられている。人数や食事の内容によって4つの宿泊プランが選択可能で、宴会のみの予約も受け付けられている。

## 反響
昭和40年代後半から約10年にかけての小樽運河保存運動を経て、小樽が観光都市として知られるようになった頃、おたる水族館共に、人気を集めるようになった。1990年代末頃から、香港の旅行会社から申し出があったことで、香港の観光客が増加し、2000年代では香港の観光客による売上が、全体の2割を占めている。ガイドブックを手にした東南アジアからの客も多くみられる。著名人が小樽を訪れたときに、よく来店する店でもある。朝7時から営業していた頃には、小樽には本州からのフェリーが朝4時に到着し、それから朝7時の開店を待って訪れる客もいた。
店頭で焼かれている魚はパフォーマンスも兼ねており、足を止めて見入る観光客、カメラを向ける観光客もおり、この香気や光景に誘われて入店する客も少なくない。食事時には行列ができるほどの人気であり。平日の昼間も多くの客で賑わう店である。2023年時点においても、地元民や観光客で連日賑わっている。

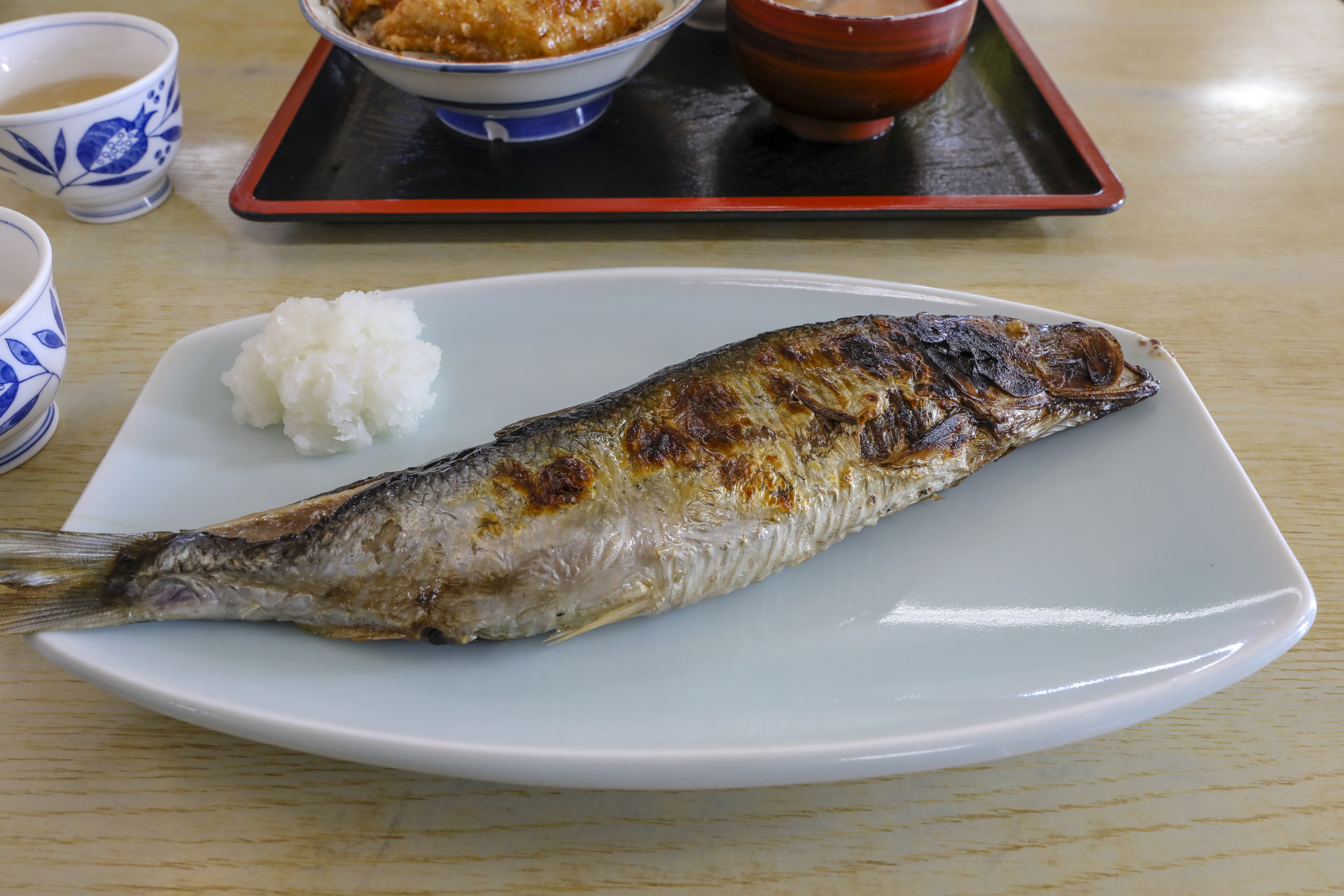
ニシン定食

素材を生かして凝りすぎない料理が支持されており、食堂も宿もリピーターが多い。2世代にわたって食堂を愛用する客もいる。ニシンの料理の注文が多く、5月から6月にかけてはウニが観光客に人気を呼んでいる。看板料理の一つのニシン定食は、観光客の他に市内の常連客も多く、平日でも60食ほどが出る人気料理である。直径20センチメートルの器にイクラ、ホタテガイ、ニシンを盛りつけた「北海丼」には、その大きさに驚く客も多い。地元の客には、カツカレーが支持されている。
メディアでは、2009年（平成21年）7月の『日曜ビッグバラエティ』（テレビ東京）の「どうしても食べたい! 日本の丼BEST10」で、青塚食堂のウニ丼が第6位に選ばれた。2014年（平成26年）9月の『そうだ旅（どっか）に行こう。』（同）では、小樽観光大使である女優の川上麻衣子が、お勧めの食事処として青塚食堂を紹介した。2021年（令和3年）『モヤモヤさまぁ〜ず2』（同）で「美味しすぎて無口になる絶品食堂」と報じられた。2023年7月の『タクシー運転手さん一番うまい店に連れてって!』（同）では、「小樽人気ナンバーワン」として紹介された。
北海道ローカルのテレビ番組では、『イチオシ!』（北海道テレビ）で、地元住民が教える良店として、2005年3月8日放映分で、小樽の店の第1位として紹介された。2023年7月に情報番組『どさんこワイド』（札幌テレビ）で、海鮮を扱う店の業者100人以上にアンケート調査を実施し、札幌・小樽エリアで「同業者の方が推薦するお店」をランキング形式で紹介した際には、第1位に選ばれた。